# Гипатия (камень)
Гипатия — камень, найденный в 1996 году в Ливийской пустыне в Египте. Назван в честь женщины-учёной  времён поздней античности  философа-неоплатоника Гипатии Александрийской (ок. 350–370 г. н.э. - 415 г. н.э.). Состав указывает на то, что это метеорит из далёкого космоса. Предполагается, что он прилетел от сверхновой типа Ia. Эти сверхновые возникают при взрыве белого карлика, который перетягивает на себя слишком много вещества звезды-компаньона.

## Обнаружение
"Гипатия" была обнаружена в декабре 1996 года Али А. Баракатом в точке с координатами 25°20' северной широты и 25°30' восточной долготы, в непосредственной близости от темного шлакоподобного стекловидного материала, который был опознан как форма ливийского стекла.
В камне присутствует углерод 65 %, кислород 20 % и другие микроэлементы (кремний, алюминий, магний, натрий, кальций, железо, азот), что не соответствует составу Солнечной системы [уточнить].

## Исследования
Тесты, проведённые в Южной Африке, исследователями Яном Крамерсом и Георгием Беляниным из Йоханнесбургского университета, показали, что Гипатия содержит микроскопические алмазы размером в один микрон, образованные при столкновении с Землёй. Из-за наличия нескольких аномальных изотопных распределений, неизвестных в предшествующей ассоциации, некоторые исследователи[ кто? ] считают, что материал Гипатии имеет внеземное происхождение, хотя сторонники отвергают значительное земное загрязнение, как ударно-аутигенное из-за включения земной атмосферы, физика которой не решена. Дальнейшие предположения на основе сравнительных сводных статистических ассоциаций подтверждают, что Гипатия является реликтовым фрагментом гипотетического ударяющего тела, которое, как предполагается, произвело химически непохожее ливийское стекло. Если эта ассоциация верна, Гипатия могла воздействовать на Землю примерно 28 миллионов лет назад. Её необычная химия вызвала дальнейшие предположения, что Гипатия может предшествовать формированию Солнечной системы.
В 2018 году Георгий Белянин из Йоханнесбургского университета и его коллеги обнаружили соединения, включающие полиароматические углеводороды и карбид кремния, связанные с ранее неизвестным соединением фосфида никеля. Другие наблюдения, подтверждающие неземное происхождение образцов Гипатии, включают отношения кремния к углероду, антикоррелированные со средними земными значениями, или отношениями крупных планет, таких как Марс или Венера. Некоторые образцы межзвездной пыли перекрывают распределения Гипатии, хотя химический состав элементов Гипатии также перекрывает некоторые земные распределения.